# Josef Liebermann

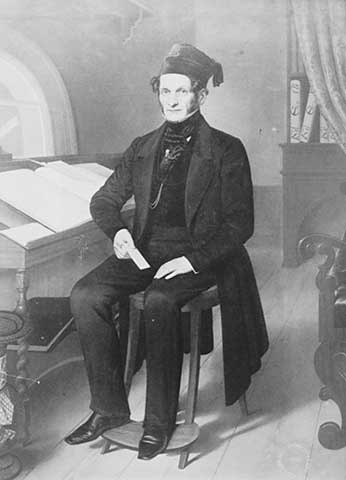
Josef Liebermann 1842

Josef Liebermann (auch Joseph; geboren am 14. Juni 1783 in Märkisch Friedland; gestorben am 29. Januar 1860 in Berlin) war ein jüdischer deutscher Unternehmer.
Liebermann hatte es schon in seiner Geburtsstadt zu einigem Wohlstand gebracht und war Hausbesitzer. 1823 siedelte er nach Berlin über. Berlin und Preußen litten unter der überlegenen Stellung Englands bei der Produktion bedruckter Kattune. Liebermann schickte seinen ältesten Sohn nach London, um das Verfahren zu studieren. Nach dessen Rückkehr begründete Liebermann mit seinen Brüdern in Berlin eine maschinelle Kattundruckerei, die die englischen Waren verdrängte. Der Betrieb hatte 1860 etwa 1000 Arbeiter. In Liebermanns Fabrik im niederschlesischen Sprottau, der 1853 erworbenen Wilhelmshütte mit Hochofen und Walzwerk, wurden Maschinen aller Art gebaut.
1825 trat Liebermann der Gesellschaft der Freunde bei, einer Vereinigung, die sich für die Emanzipation des deutschen Judentums einsetzte und gegenseitige Unterstützung in Notfällen leistete. Er erhielt den Titel eines Kommerzienrats, eine damals bedeutsame Ehrung.
Sein Enkel Max Liebermann beschrieb ihn als heiteren, klugen und lebensfreudigen Menschen. Sein Alter verbrachte er in seinem Landhaus in Charlottenburg Am Knie zwischen Gemüsepflanzungen, Obstkulturen und einem kleinen Zoo.
Liebermann war verheiratet mit Marianne Callenbach (1792–1860); als Mitglied der Familie Liebermann war er auch Großvater des Industriellen Emil Rathenau sowie der Chemiker Carl Liebermann und Willy Liebermann von Wahlendorf. Zudem war er Urgroßvater des Pianisten Erich Liebermann-Roßwiese und Ururgroßvater des Komponisten Rolf Liebermann.